# Jodie Foster
Alicia Christian Foster (Los Angeles, Kalifornija, 19. studenog 1962.), poznatija kao Jodie Foster,  američka glumica, redateljica i producentica, dvostruka dobitnica Oscara. Osvojila je i dva  Zlatna globusa, 3 BAFTA-e i Nagradu Udruženja glumaca, čime je ušla u društvo nekoliko istaknutih glumaca koji su osvojili sve četiri glavne nagrade za glumu.
Nakon pojavljivanja u nekoliko reklama kao dijete, Foster je prvu ulogu dobila u televizijskom filmu iz 1970., Menace on Mountain, nakon čega je slijedilo nekoliko Disneyjevih produkcija. Foster afirmaciju nije doživjela sve do 1976. i filma Taksist, u kojem je glumila maloljetnu prostitutku i zaradila nominaciju za Oscar za najbolju sporednu glumicu. 1988. je osvojila Oscar za najbolju glavnu glumicu, za ulogu žrtve silovanja u  Optuženoj. 1991. je nastupila u trileru Kad jaganjci utihnu kao Clarice Starling, nadarena agentica FBI-ja koja istražuje slučaj serijskog ubojice. Ta uloga ju je afirmirala u inozemstvu i donijela joj drugog Oscara za najbolju glumicu. Nakon toga je nastupala u raznim žanrovima, uključujući trilere, kriminalističke, romantične, komedije, dječje filmove i znanstvenu fantastiku. Najuspješniji od njih bili su  Kontakt (1997.), Soba panike (2002.), Red letenja (2005.) i Insider (2006.).

## Rani život
Foster je rođena u obitelji Luciusa Fostera III. i Evelyn 'Brandy' (djevojački Almond) Foster u Los Angelesu, Kalifornija. Njezin otac, zrakoplovni pukovnik koji je postao agent za nekretnine, dolazi iz bogate obitelji, a obitelj Foster napustio je nekoliko mjeseci prije nego što se ona rodila. Njezina majka uzdržavala je obitelj radeći kao filmska producentica. Poslala je svoju kćer na ekskluzivnu pripremnu školu za francuski jezik, Lycée Francais de Los Angeles, koju je Foster završila kao najbolja studentica u klasi. Nakon toga je otišla na sveučilište Yale, gdje je 1985. stekla diplomu iz književnosti s natprosječnim uspjehom. Dok je bila na Yaleu, Foster je, kao i kolegica Jennifer Beals iz Flashdancea, vodila prilično normalan život, s obzirom na svoj status slavne osobe.

## Karijera

### 1970. – 1979.
Foster je prije fakulteta imala preko 50 filmskih i televizijskih nastupa. Počela je karijeru s tri godine kao Coppertone djevojka u televizijskoj reklami, a kao televizijska glumica 1968. u epizodi serije Mayberry R.F.D. 1969. se pojavila u epizodi Gunsmokea gdje je potpisana kao "Jody Foster". Filmski debi ostvarila je u televizijskom filmu iz 1970., Menace on the Mountain. Snimila je dosta Disneyjevih filmova, kao što su Napoleon i Samantha (1972.), Jedan mali Indijanac (1973.), Freaky Friday (1976.) i Candleshoe (1977.). 1974. se pojavila s Christopherom Connellyjem u TV seriji iz 1974., Paper Moon te zajedno s glumcem  Martinom Sheenom 1976. u kultnom filmu Djevojčica koja živi dolje niz ulicu. Govoreći o svojim godinama kao dječje glumice, koje opisuje kao "glumačku karijeru", Foster je rekla "da mi je bilo vrlo jasno u mladoj dobi da se moram boriti za svoj život i da nisam, život bi mi bio izgubljen i oduzet od mene." S četrnaest godina je bila najmlađi domaćin Saturday Night Livea, čime je postala najmlađa osoba domaćin do emisije u kojoj je domaćin bila Drew Barrymore, sa sedam godina. Još je rekla, "Mislim da svi mi, kad se prisjetimo djetinjstva, uvijek mislimo da je to bio netko drugi. To je sasvim drugačije mjesto. Ali ja sam imala sreću da sam bila tu u sedamdesetima i da sam uistinu snimala filmove u sedamdesetima s nekim sjajnim redateljima - najuzbudljivije vrijeme, za mene, u američkom filmu. A i naučila sam dosta toga od različitih zanimljivih umjetnika, kao i o poslu u mladoj dobi. Zbog toga sam obraćala pozornost. Bilo je to nešto neprocjenjivo u mojoj karijeri."
Foster je bila prvi izbor za ulogu Princeze Leije u  Ratovima zvijezda, ali je bila onemogućena ugovorom s Disneyjem. S četrnaest godina je nominirana za Oscara za najbolju sporednu glumicu za ulogu maloljetne prostitutke u filmu  Martina Scorsesea, Taksist, u kojem je nastupila s  Robertom De Nirom. De Nirov lik, psihotični Travis Bickle, pokušava je "spasiti" od života na ulicama. Nakon što to ne uspijeva, pokušava ubiti predsjedničkog kandidata. Nakon što je i to propalo, ubija njenog svodnika, kojeg glumi Harvey Keitel.
John Hinckley mlađi, poremećeni obožavatelj, postao je opsjednut njome nakon što je pogledao film nekoliko puta i počeo je uhoditi dok je pohađala Yale, šaljući joj ljubavna pisma u njezin kampus te čak je zovući na telefon. 30. ožujka 1981. je pokušao ubiti američkog predsjednika  Ronalda Reagana (pogodivši i ranivši Reagana i još trojicu). Tvrdio je da mu je motiv bio zadiviti Foster, tada brucošicu na Yaleu. Mediji su u travnju nagrnuli u Yale i neprestano pratili Foster. 1982. je pozvana da svjedoči tijekom suđenja. Nakon što je odgovorila na pitanje rekavši "Nemam nikakve veze s Johnom Hinckleyjem mlađim", Hinckley ju je pogodio olovkom i povikao "Zgrabit ću te, Fosterova!" Drugi čovjek, Edward Richardson, ju je pratio oko Yalea i planirao je ubiti, ali je odustao jer je zaključio da "je prezgodna". To je izazvalo velike neugodnosti za Foster koja je postala poznata po napuštanju intervjua ako se spomene Hinckleyjevo ime. 1991. je otkazala intervju s NBC-jevom emisijom Today Show kad joj je rečeno da će njegovo ime biti spomenuto u njezinu predstavljanju. Njezina jedina javna reakcija bila je novinarska konferencija nakon toga i članak naslovljen Zašto ja?, koji je napisala za Esquire u prosincu 1982., dvije godine nakon pokušaja atentata. 1999. je o tim iskustvima razgovarala s Charliejem Roseom u emisiji 60 Minutes II.

### 1980. - danas
Za razliku od drugih dječjih zvijezda kao što su Shirley Temple ili Tatum O'Neal, Foster je uspješno prevladala prelazak u odrasle uloge, ali ipak ne bez poteškoća. Nekoliko njezinih projekata nakon Taksista je bilo financijski neuspješno, kao što su Lisice, Hotel New Hampshire, Five Corners i Stealing Homes. Za ulogu u  Optuženoj morala je otići na audiciju. Dobila je ulogu i prva od dva  Zlatna globusa i Oscara za najbolju glumicu za ulogu žrtve grupnog silovanja. Druge dvije zaradila je ulogom agentice FBI-ja Clarice Starling, s  Anthonyjem Hopkinsom u ulozi Hannibala Lectera, u filmu iz 1991., Kad jaganjci utihnu.
Redateljski debi ostvarila je 1991. s filmom Mali čovjek Tate, dramu hvaljenu od strane kritike o naprednom djetetu, u kojem je nastupila kao majka djeteta. Režirala je i Kući za praznike (1995.), crnu komediju s Holly Hunter i  Robertom Downeyjem Jr. 1992. je u Los Angelesu osnovala produkcijsku kompaniju nazvanu Egg Productions. Prvotno je producirala nezavisne filmove, ali je ugašena 2001. Foster je rekla da nije imala namjere producirati "velike mainstream kino" filmove, a kao dijete su je nezavisni filmovi više zanimali od onih srednjostrujaških. 1994. je počela raditi kao producentica na hvaljenoj Nell, priči o mladoj ženi odrasloj na izoliranom mjestu koja se mora vratiti u civilizaciju. Kasnije je rekla kako je bilo teško igrati dvostruku ulogu glumice i producentice.
U Sommersbyju je glumila Laural Sommersby, a u Mavericku iz 1994. Annabelle Bransford. Kolega iz Sommersbyja, Richard Gere, rekao je kako je ona "Otvorena glumica jer su joj misli jasne". 1997. je s  Matthewom McConaughyjem nastupila SF filmu  Konakt, temeljenom na romanu znanstvenika Carla Sagana. Portretirala je znanstvenicu koja u SETI projektu traži izvanzemaljski život. Scenarij je komentirala riječima "Moram biti osobno povezana s materijalom. A meni je to prilično teško naći". Kontakt je bio njezin prvi znanstveno-fantastični film i prvi kontakt s plavim ekranom. Rekla je, "Plavi zidovi, plavi strop. Sve je bilo plavo, plavo, plavo. A ja sam zarotirana na pomičnom pladnju s kamerom koja se kreće na kompjuteriziranoj ruci. Bilo je stvarno teško". 1998. je u njezinu čast asteroid nazvan 17744 Jodiefoster.
Godine 2002. preuzela je glavnu ulogu u Sobi panike Davida Finchera nakon što se Nicole Kidman ozlijedila početkom snimanja. Film je u prvom vikendu u Americi zaradio preko trideset milijuna dolara. Nakon toga je nastupila u filmu na francuskom jeziku, Zaruke su dugo trajale (2004.), tečno govoreći francuski. Nakon što se nakratko povukla sa svjetala pozornice, Foster se vratila u  Redu letenja (2005.) koji je opet postao broj 1 u Americi i veliki svjetski hit. Glumila je ženu čija kćer nestaje u avionu koji je Fosterin lik, inženjerka, pomogao dizajnirati.
Godine 2006. pojavila se u Insideru, trileru  Spikea Leeja s  Denzelom Washingtonom i  Cliveom Owenom, koji se prema dobrom starom običaju našao na prvoj poziciji najgledanijih filmova u Americi. Njezin posljednji film je Neustrašiva, triler koji je također postao najgledaniji film u SAD-u. Sniman je u New Yorku, na Manhattanu i u Brooklynu. Režirao ga je Neil Jordan, a u njemu nastupa i Terrence Howard.

## Privatni život
Ima dvije sestre i brata, Lucindu "Cindy" Foster (rođena 1954.), Constance "Connie" Foster (r. 1955.) i Luciusa "Buddyja" Fostera (r. 1957.). Tijekom snimanja Taksista i Djevojčice koja živi dolje niz ulicu, Connie je bila njezina dvojnica.
Foster ne voli govoriti o svom privatnom životu, posebno o svojoj seksualnoj orijentaciji, koja je bila predmet nagađanja. Bila je u vezi s Cydney Bernard, svojom partnericom više od deset godina. 
Godine 2014. udala se za Alexandru Hedison, ali nevoljko u medijima otvoreno govori o bilo kojem aspektu njihove veze. Povukla se iz filma Dvostruka opasnost kad je ostala trudna, Soba panike je snimala u prvim mjesecima svoje druge trudnoće. Ima dva sina, Charlesa (r. 1998.) i Kit (r. 2001.); nikad nije identificirala niti razgovarala o njihovom ocu. Nije sljedbenica nijedne "tradicionalne religije", ali "poštuje sve religije" i uživa čitati religijske tekstove. U intervjuu je rekla da je ateist. U intervjuu za Entertainment Weekly je izjavila da ona i njezina djeca slave i Božić i  Hanuku.

## Filmografija
Glumica
| Godina | Naslov                                   | Uloga                    | Bilješke                         |
| ------ | ---------------------------------------- | ------------------------ | -------------------------------- |
| 1970.  | Menace on the Mountain                   | Suellen McIver           | TV                               |
| 1972.  | Kansas City Bomber                       | Rita                     |                                  |
| 1972.  | Napoleon i Samantha                      | Samantha                 |                                  |
| 1972.  | My Sister Hank                           | Henrietta "Hank" Bennett | TV                               |
| 1973.  | Rookie of the Year                       | Sharon Lee               | TV                               |
| 1973.  | Alexander, Alexander                     | Sue                      | TV                               |
| 1973.  | Obitelj Adams                            | Pugsley (glas)           | TV serija                        |
| 1973.  | Kung Fu                                  | Alethea Patricia Ingram  | TV serija                        |
| 1973.  | Tom Sawyer                               | Becky Thatcher           |                                  |
| 1973.  | Jedan mali Indijanac                     | Martha McIver            |                                  |
| 1974.  | Alice više ne stanuje ovdje              | Audrey                   |                                  |
| 1974.  | Smile, Jenny, You're Dead                | Liberty Cole             | TV                               |
| 1974.  | Mjesec od papira                         | Addie Loggins            | TV serija                        |
| 1975.  | The Secret Life of T.K. Dearing          | T.K. Dearing             | TV                               |
| 1976.  | Djevojčica koja živi dolje niz ulicu     | Rynn Jacobs              |                                  |
| 1976.  | Ludi petak                               | Annabel Andrews          |                                  |
| 1976.  | Bugsy Malone                             | Tallulah                 |                                  |
| 1976.  | Taksist                                  | Iris Steensma            |                                  |
| 1976.  | Echoes of a Summer                       | Deirdre Striden          |                                  |
| 1977.  | Candleshoe                               | Casey Brown              |                                  |
| 1977.  | Casotto                                  | Teresina Fedeli          |                                  |
| 1977.  | Stop Calling Me Baby! (Moi, fleur bleue) | Isabelle Tristan         |                                  |
| 1980.  | Lisice                                   | Jeanie                   |                                  |
| 1980.  | Carny                                    | Donna                    |                                  |
| 1982.  | O'Hara's Wife                            | Barbara O'Hara           |                                  |
| 1983.  | Svengali                                 | Zoe Alexander            |                                  |
| 1984.  | The Blood of Others                      | Hélène Bertrand          |                                  |
| 1984.  | Hotel New Hampshire                      | Frannie Berry            |                                  |
| 1986.  | Mesmerized                               | Victoria Thompson        |                                  |
| 1987.  | Siesta                                   | Nancy                    |                                  |
| 1987.  | Five Corners                             | Linda                    |                                  |
| 1988.  | Optužena                                 | Sarah Tobias             | Oscar za najbolju glavnu glumicu |
| 1988.  | Stealing Home                            | Katie Chandler           |                                  |
| 1990.  | Na meti mafije                           | Anne Benton              |                                  |
| 1991.  | Mali čovjek Tate                         | Dede Tate                |                                  |
| 1991.  | Kad jaganjci utihnu                      | Clarice Starling         | Oscar za najbolju glavnu glumicu |
| 1992.  | Sjene i magla                            | Prostitutka              |                                  |
| 1993.  | Sommersby                                | Laurel Sommersby         |                                  |
| 1994.  | Nell                                     | Nell Kellty              |                                  |
| 1994.  | Maverick                                 | Gđa. Annabelle Bransford |                                  |
| 1997.  | Kontakt                                  | Dr. Ellie Arroway        |                                  |
| 1998.  | The Uttmost                              | Ona sama                 | Dokumentarac                     |
| 1999.  | Anna i kralj                             | Anna Leonowens           |                                  |
| 2002.  | Soba panike                              | Meg Altman               |                                  |
| 2002.  | Opasni životi ministranata               | Sestra Assumpta          |                                  |
| 2003.  | Abby Singer                              | Ona sama                 |                                  |
| 2004.  | Zaruke su dugo trajale                   | Elodie Gordes            |                                  |
| 2005.  | Red letenja                              | Kyle Pratt               |                                  |
| 2005.  | Statler and Waldorf: From the Balcony    | Ona sama                 | Gostujući nastup u 8. epizodi    |
| 2006.  | Insider                                  | Madeline White           |                                  |
| 2007.  | Neustrašiva                              | Erica Bain               |                                  |
| 2008.  | Nim na otoku mašte                       | Alexandra Rover          |                                  |
| 2013.  | Elysium                                  | Jessica Delacourt        |                                  |

Producentica
| Godina | Naslov                     | Bilješke |
| ------ | -------------------------- | -------- |
| 1986.  | Mesmerized                 |          |
| 1994.  | Nell                       |          |
| 1995.  | Kući za praznike           |          |
| 1998.  | The Baby Dance             | (TV)     |
| 2000.  | Buđenje mrtvih             |          |
| 2002.  | Opasni životi ministranata |          |
| 2007.  | Neustrašiva                |          |

Redateljica
| Godina | Naslov                  | Bilješke                            |
| ------ | ----------------------- | ----------------------------------- |
| 1988.  | Tales from the Darkside | (1 epizoda, "Do Not Open This Box") |
| 1991.  | Mali čovjek Tate        |                                     |
| 1995.  | Kući za praznike        |                                     |

## Vanjske poveznice
- Jodie Foster u internetskoj bazi filmova IMDb-u (engl.)